# Пелхэм, Чарльз, 4-й граф Ярборо
Чарльз Альфред Уорсли Пелхэм, 4-й граф Ярборо (англ. Charles Alfred Worsley Pelham, 4th Earl of Yarborough; 11 июня 1859 — 12 июля 1936) — британский пэр и политик. Он носил титул учтивости — лорд Уорсли с 1859 по 1875 год. В 1890—1892 годах он служил капитаном Почетного корпуса джентльменов по оружию, то есть главным кнутом в Палате лордов консервативного правительства лорда Солсбери.

## Происхождение и образование
Родился 11 июня 1859 года. Старший сын Чарльза Андерсона-Пелхэма, 3-го графа Ярборо (1835—1875), и его жены, леди Виктории Александрины Хар (1840—1927), дочери Уильяма Хара, 2-го графа Листоуэла (1801—1856). Он получил образование в Итоне и Тринити-колледже Кембриджа. Первоначально он использовал фамилию Андерсон-Пелхэм, но по королевской лицензии принял фамилию Пелхэм только в 1905 году.

## Политическая карьера
Когда граф Ярборо унаследовал титулы своего отца в 1875 году, он занял свое место в Палате лордов как либерал, но позже стал консерватором. В 1890 году он был принят в Тайный совет и назначен капитаном Почетного корпуса джентльменов в правительстве под руководством премьер-министра лорда Солсбери, эту должность он занимал до 1892 года.
Во время Второй англо-бурской войны был сформирован новый полк как Линкольнширский Имперский йоменский полк, из которого граф Ярборо был назначен подполковником в июне 1901 года. После войны он стал постоянным подразделением как Линкольнширский йоменский полк. Лорд Ярборо был назначен почетным полковником 3-го (ополчения) батальона Линкольнширского полка в 1898 году и 5-го батальона Линкольнширского полка (Территориальная армия) в 1922 году.
В 1921 году он был назначен лордом-лейтенантом Линкольншира, которым он оставался до своей смерти в 1936 году. В 1935 году он стал рыцарем-компаньоном Ордена Подвязки. Другими должностями, которые он занимал до своей смерти, были: провинциальный великий магистр Линкольншира (масоны) с 1895 года и мастер гончих из Броклсби с 1880 года.

## Семья
5 августа 1886 года лорд Ярборо женился на достопочтенной Марсии Амелии Мэри Лейн-Фокс (18 октября 1863 — 17 ноября 1926), дочери и сонаследницы Саквилля Лейн-Фокса, 12-го барона Коньерса (1827—1888). У них было четыре сына:
- Чарльз Пелхэм, лорд Уорсли (14 августа 1887 — 30 октября 1914).
- Саквилл Пелхэм, 5-й граф Ярборо (17 декабря 1888 — 7 февраля 1948).
- Д’Арси Фрэнсис Пелхэм (15 февраля 1892 — 19 февраля 1892)
- Маркус Герберт Пелхэм, 6-й граф Ярборо (15 февраля 1892 — 19 февраля 1892).

Лорд Ярборо скончался в июле 1936 года в возрасте 77 лет, и ему наследовал его второй сын Саквилл.